# 尤尔欣齐市镇

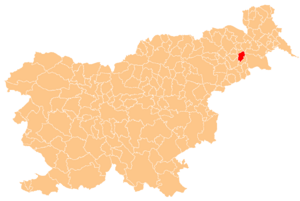
尤尔欣齐市镇於斯洛維尼亞的位置

尤尔欣齐市镇是斯洛文尼亞東北部的一個市镇，行政中心为尤爾欣齊。市镇面積为36.3平方公里，2002年人口数量为2206人。人口密度約61人/km2。

## 外部連結
- 官方网站  （斯洛文尼亚文）
- Juršinci at Geopedia （页面存档备份，存于）